# ショボクジラ・チビコブラ
「ショボクジラ・チビコブラ」は、日本の楽曲。作詞：岡部知子、作編曲：矢野誠、歌：東京放送児童合唱団。

## 概要
1987年6月から同年7月までNHKの『みんなのうた』で紹介。
長身で怖い顔つきだが泣き虫の兄怪獣「ショボクジラ」と、小柄だがいたずら好きの弟怪獣「チビコブラ」の、極端な兄弟怪獣の様子を独特のリズムで歌った楽曲。
映像は、倉橋達治が制作したアニメーションで、原始時代を舞台にしている。
また映像ラストは、兄弟怪獣が去った後の足跡をズームアウトすると、「またあそぼうね」という文字が地上に描かれているというオチ。
初回放送から四半世紀後の2012年6月 - 7月に『みんなのうた』での再放送が行われており、それから7年後の2019年6月 - 7月にも再放送、2022年10月に3回目の再放送となる。